# Joe Lewis (Unternehmer)
Joe Lewis (* 5. Februar 1937 in Bow, London) ist ein britischer Unternehmer.

## Leben
Mit 15 Jahren verließ Lewis die Schule und arbeitete im Familienunternehmen seines Vaters, einem Cateringservice. In den 1970er Jahren veräußerte er das Unternehmen. Lewis ist Hauptanteilseigner am Investmentunternehmen Tavistock Group, dem über die ENIC Group auch 85 % der Anteile am englischen Premier-League-Club Tottenham Hotspur gehören. Am britischen Unternehmen Mitchells & Butlers ist er Hauptanteilseigner.
Er verdiente sein Vermögen durch Finanzspekulationen in den 1980er und 1990er, unter anderem bei der Spekulation am „Schwarzen Mittwoch“ im Jahr 1992. Lewis gehört nach Angaben des US-amerikanischen Forbes Magazine zu den reichsten Briten. 2017 erhielt er mit der Aviva seine dritte Megayacht, die mit 98,4 Meter Länge die größte Yacht in der Unternehmensgeschichte von Abeking & Rasmussen ist und zu den vierzig längsten Motoryachten der Welt gehört.
Laut Recherchen der österreichischen Tageszeitung Der Standard ist er Eigentümer einiger der wertvollsten Gemälde der Auktionsgeschichte, darunter:
- Danaë (1909) von Egon Schiele,
- Porträt von Gertrud Loew-Felsövanyi (1912) von Gustav Klimt,
- Femme allongée sur un canapé (1939) von Pablo Picasso,
- Triptych (1974–77) von Francis Bacon.

Die Gemälde sollen sich an Bord der Aviva befinden. Lewis wohnt in Albany, Bahamas. Er ist in zweiter Ehe verheiratet und hat zwei Kinder.